# Юлиу Маниу
Юлиу Маниу (на румънски: Iuliu Maniu) е румънски политик, който заема поста на министър-председател на три пъти.